# Campeonato de Clubes de la WAFU
El Campeonato de Clubes de la WAFU, también conocido como la Copa General Eyadéma, fue un torneo de fútbol a nivel de clubes de África Occidental que se jugó entre 1975 y el 2017.
El torneo se canceló por primera vez entre el 2000 y el 2008 debido a problemas financieros, siendo el torneo reestructurado en el 2009 entre los mejores equipos que no jugaran la Liga de Campeones de la CAF ni la Copa Confederación de la CAF, siendo su última edición en el 2017 con la sede en Senegal.

## Palmarés
| - 1977 - Stade Abidjan - 1978 - ASFA Dakar - 1979 - ASF Police - 1980 - ASF Police - 1981 - Stella Abidjan - 1982 - Sekondi Hasaacas FC - 1983 - NNB - 1984 - NNB - 1985 - Africa Sports - 1986 - Africa Sports - 1987 - Cornerstones FC - 1988 - ASFAG - 1989 - Ranchers Bees - 1990 - ASEC Mimosas | - 1991 - Africa Sports - 1992 - Stade Malien - 1993 - Bendel Insurance - 1994 - Bendel Insurance - 1995 - Bendel Insurance - 1996 - ASFAN - 1997 - GHAPOHA - 1998 - Shooting Stars - 1999 - ASFA Yennenga - 2009 - Horoya AC - 2010 - Sharks FC - 2011 - Dynamic Togolais - 2017 - AS Tanda |

## Títulos por equipo
| Club                | Títulos |
| ------------------- | ------- |
| Africa Sports       | 3       |
| Bendel Insurance    | 3       |
| ASF Police          | 2       |
| NNB                 | 2       |
| ASFA Dakar          | 1       |
| Stella Abidjan      | 1       |
| Stade Abidjan       | 1       |
| Sekondi Hasaacas FC | 1       |
| Cornerstones FC     | 1       |
| ASFAG               | 1       |
| Ranchers Bees       | 1       |
| ASEC Mimosas        | 1       |
| Stade Malien        | 1       |
| ASFAN               | 1       |
| GHAPOHA             | 1       |
| Shooting Stars      | 1       |
| ASFA Yennenga       | 1       |
| Sharks FC           | 1       |
| Dynamic Togolais    | 1       |
| AS Tanda            | 1       |
| Horoya AC           | 1       |

## Títulos por País
| Club            | Títulos |
| --------------- | ------- |
| Nigeria         | 8       |
| Costa de Marfil | 7       |
| Senegal         | 3       |
| Ghana           | 3       |
| Guinea          | 2       |
| Mali            | 1       |
| Níger           | 1       |
| Burkina Faso    | 1       |
| Togo            | 1       |